# Euphemia Lofton Haynes
Euphemia Lofton Haynes (anglès: Euphemia Haynes)  (Washington DC, 11 de setembre de 1890 - Washington DC, 25 de maig de 1980) va ser una educadora nord-americana i la primera dona negra en obtenir un doctorat en matemàtiques als Estats Units.

## Vida i Obra
El seu pare era un dentista i financer, que era membre del consell del Capital Savings Bank des del qual finançava negocis de persones negres. La seva mare havia sigut mestre infantil abans de casar-se i era molt activa en l'església catòlica. Malgrat ser negres en un temps de forta segregació racial, la família era culta i relativament benestant. Tot i així, els seus pares es van divorciar abans de 1900, i ella i el seu germà petit van viure amb la seva mare i una germana de la seva mare.
Haynes va fer els seus estudis secundaris a la M Street High School (1907) i a la Miner Normal School (1909). El 1914 es va graduar en psicologia al Smith College (Massachusetts) i el 1930 va obtenir un màster en educació a la universitat de Chicago. Finalment, va obtenir el doctorat en matemàtiques el 1943 a la Universitat Catòlica d'Amèrica amb una tesi, dirigida per Aubrey Landry, en la qual comparava dos mètodes per contar les correspondències de dues corbes en el pla projectiu. Per això, va ser la primera dona negra en obtenir el doctorat en matemàtiques als Estats Units: les següents, Marjorie Lee Browne i Evelyn Boyd Granville, no ho van fer fins al 1949.
El 1917 es va casar amb Harold Haynes de qui va adoptar el cognom. No van tenir fills. La parella (ell era enginyer) va tenir un gran compromís amb el sistema educatiu del Districte de Columbia. Ella va ser professora durant molts anys de la Miner Normal School, en la qual va crerar el departament de matemàtiques. Tan ella com el seu marit van ocupar llocs de responsabilitat a la Oficina d'Ensenyament del Districte, creant la xarxa pública d'escoles en la época de la regulació anti-segregació racial.
Després de retirar-se el 1959, va continuar dedicant-se a diverses causes i organitzacions, de negres o de catòlics. En morir, va deixar un fons de set-cents mil dòlars a la universitat Catòlica d'Amèrica, per finançar els estudis d'alumnes pobres negres.